# Laura Blanco Guerrero
Laura Blanco Guerrero ( Andújar, provincia de Jaén, 6 de octubre de 1965) es un antigua ciclista de montaña española .Participó en los Juegos Olímpicos de Atlanta, terminando 20a en la prueba de Campo a través.

## Biografía
Licenciada en Ciencias de la Actividad Física y el Deporte por la Universidad de Granada. Durante su juventud estuvo enfocada al cross y carreras de media distancia y fondo de pista en atletismo en el Club Polideportivo Zeus de Jaén, actual CA Unicaja. En 1982 en los Campeonatos de España de campo a través fue campeona de España júnior de 1500 metros y al aire libre de 1.500 y 3.000 metros en 1983. En total consiguió cinco medallas de oro nacionales en categoría júnior lo que la proporciono el ser internacional absoluta en cross. Con 17 años debutó en los Campeonatos del Mundo celebrados en Gateshead, Reino Unido, consiguiendo el puesto 49.º en individual y el 10.º por equipos. Más tarde obtuvo la 10.ª posición junto al equipo nacional en Austria, Schwechat, en el VII Campeonato de Europa júnior en la final de 3000 metros lisos. Después se enfocó en pruebas de 5 000 y 10 000 metros y al no lograr puestos y marcas fue poco a poco abandonando la alta competición. 
A partir de los 90 se centró en la bicicleta de montañas en el Club Bianchi-Recambios López de Fuengirola Málaga, En 1996 en Atlanta compitió olímpicamente junto a un equipo formado por Javier Ripoll, Alcalá, Benítez y Victoriano, y el mecánico Pepe Pérez. Ganó este mismo año de debut el Campeonato de Andalucía en Jerez de la Frontera (Cádiz) y la medalla de plata en el Campeonato de España, en Sierra Nevada, Granada.
Laura Blanco Guerrero comenzó en 1996 consiguiendo la Copa de España de Alcoy en Alicante y Manzanares, Madrid, y acabó la 17.ª la Copa de Mundo de St. Wendel,Alemania, donde se jugaba la plaza para los Juegos en Atlanta.
Se retiró del nivel competitivo como ciclista en 1997 con 32 años por lo que exigía a nivel profesional pero siguió practicando distintos deportes.
En la actualidad trabaja en el Instituto de Arroyo de la Miel como profesora en un ciclo de Educación Física centrado en el medio natural junto a Don Javier San Pastor.